# 李青龍
李青龍（韓語：이청용，1988年7月2日—）是韓國足球員，司職翼鋒，是韓國國家足球隊成員，現效力於韓國K聯賽1球隊蔚山現代。
李青龍11歲才開始踢球，僅用了4年時間就進入職業聯賽。他是一位有天賦有靈性的優秀年輕足球員，在韓國許多人把他與希比相比，因為他有韓國球員鮮有的技術特點，有神奇和令人目眩的帶球能力和敏銳傳球及視野領域。
李青龍也是繼朴智星、李榮杓、薛琦鉉、李東國、金斗炫、赵源熙之後，第七個效力英超球隊的韓國球員。

## 球队

### FC首爾
李青龍於2004年加入FC首爾，不過直到2006年，才獲得出場機會，包括韓國聯賽杯共上場4次。2007年，居內什執掌教鞭后他得到重用，在15場聯賽，攻入3球。2008年，他在22場聯賽比賽，攻入5球和6次助攻。那時，他已經站穩球隊正選位置，得到了球迷的喜愛。他與隊友奇誠庸雙雙冒起，被稱為“雙龍”（“용”字在韓語中有“龍”的意思）。2009年1月，他被ESPN評為“2009年世界五十位最令人期待的足球新星”之一。在2009年3月7日，他在明星隊對陣全南天龍中完成了“助攻帽子戲法”。於2009年4月4日，他在對陣水原三星藍翼的比賽中攻入制勝一球。

### 博尔顿
2009年夏季，FC首爾證實，李青龍已經確定將會轉會至英超球會博尔顿。FC首爾發出聲明：“待正式工作證發出後，雙方將簽署合約。”在2009年7月29日，博尔顿宣佈他已獲得工作許可證，轉會費為220萬英鎊(但也有媒體說是400萬英磅)。他已同意個人條件簽署為期3年的合約。李青龍為博尔顿首次上陣是2009年8月15日，在1-0戰勝新特蘭的賽事中後備入替加雲·麥肯。在9月26日以2-1戰勝了伯明翰的賽事中他取得在英超的首個入球。其適應速度令人驚訝，2009年9月26日至10月26日，為博尔顿在英超賽事三場首發，三場替補，便有雙入球雙助攻的佳績，其中有三場被評為該隊最佳球員。
2010年11月25日，博尔顿與李青龍簽署一份新合約，令其留隊至2013年夏季。

### 水晶宮
2015年2月2日，英超水晶宮從英冠球會博尔顿簽入李青龍，合約至2018年夏季，轉會費金額沒有公佈，但轉會條件包括博尔顿可借用水晶宮球員巴利·班倫至球季結束。

### 波琴
2018年9月1日加入波琴+ 1年+ 1年延期選擇。

### 蔚山現代
2020年3月，李青龍回流韓國，加盟K聯賽1球隊蔚山現代。首個加盟後的球季，李青龍協助蔚山現代贏得亞足聯冠軍聯賽冠軍。
2022年，李青龍幫助蔚山現代贏得了2022年K聯賽1，同時他還獲得了K聯賽1MVP獎，並在其職業生涯中第二次入選K聯賽1最佳十一人。

## 國家隊
李青龍為韓國 U-20參加2007年世界青年足球錦標賽。儘管韓國 U-20未能晉級淘汰賽階段，在這次比賽中，他的表現已經足以打動許多球迷，他「青龍」的名字已經廣為人知。他曾入選奧運隊為韓國出戰2008年夏季奧林匹克運動會，期間表現出色。在2008年5月31日，他在2010年世界盃外圍賽對陣約旦的賽事首次為大國腳上陣。2008年9月5日，在主場對陣約旦的賽事中他打進了首個國家隊入球。

## 榮譽
FC首爾
- K聯賽1亞軍：2008年
- K聯賽盃冠軍：2006年、亞軍：2007年

水晶宮
- 英格蘭足總盃亞軍：2015–16[6]

蔚山現代
- 亞足聯冠軍聯賽：2020年[7]
- 韓國足協盃亞軍：2020年
- K聯賽1亞軍：2020、2021年
- K聯賽1冠軍：2022、2023年

韩国
- 亚足联亚洲杯亞軍：2015年[8]

個人
- K聯賽最佳球員：2007年
- K聯賽最佳陣容：2008年

## 外部連結
- K-League Player Record 
- National Team Player Record 
- FIFA Player Statistics （页面存档备份，存于）
- Club & Country Statistics （页面存档备份，存于）
- 足球数据库：李青龍的球员统计数据 （英文）
- 李青龍於水晶宮官網簡歷 （页面存档备份，存于） （英文）
- 保頓官方 李青龍檔案 （页面存档备份，存于）